# Arab Federation of Exchanges
Die Arab Federation of Exchanges (AFE) ist eine Branchenorganisation, die 1979 gegründet wurde, um arabische Börsen zu verbinden. Sie wurde 2021 in Arab Federation of Capital Markets (AFCM) umbenannt. Der Hauptsitz befindet sich in Beirut. Die Mission des Verbandes besteht darin, ein transparentes Umfeld für die arabischen Kapitalmärkte zu schaffen, Marktmitglieder zu unterstützen und Hindernisse für den Wertpapierhandel in den Ländern abzubauen. Ziel ist es, Gesetze und Vorschriften in arabischen Ländern zu harmonisieren und Technologien für Handels- und Clearingsysteme einzuführen. Der Vorstand besteht aus allen Börsen und Clearingstellen der Föderation und hat die höchste Autorität in der AFE. Das Föderationssekretariat ist die Exekutivorganisation der Föderation unter der Leitung des Generalsekretärs, der über die finanziellen und administrativen Befugnisse verfügt. Die AFE veranstaltet jährlich eine Konferenz. Der Leiter der Börse, die die Jahreskonferenz abhält, wird zum Vorsitzenden der Föderation des Jahres gewählt. Mit Beginn des Jahres 2025 zählte der Verband 18 Börsen und 8 Clearing-Stellen.

## Mitglieder
Mit Stand März 2025:
- Abu Dhabi Securities Exchange (ADX)
- Amman Stock Exchange (ASE)
- Bahrain Bourse (BSE)
- Beirut Stock Exchange (BSE)
- Casablanca Stock Exchange (CSE)
- Damascus Securities Exchange (DSE)
- Dubai Financial Market (DFM)
- The Egyptian Exchange (EGX)
- Iraq Stock Exchange (ISX)
- Khartoum Stock Exchange (KSE)
- Boursa Kuwait (KSE)
- Muscat Stock Exchange (MSM)
- Palestine Exchange (PEX)
- Qatar Stock Exchange (QSE)
- Saudi Exchange (TADAWUL)
- Tunis Stock Exchange (BVMT)
- Dubai Gold and Commodities Exchange (DGCX)
- ICE Futures Abu Dhabi (IFAD)